# Поликарпов, Николай Петрович (историк)
Николай Петрович Поликарпов (? — 1914) — военный историк и архивист, полковник русской императорской армии, управляющий Московским отделением Общего архива Главного штаба.

## Биография
В 1876 году окончил Виленское военное училище. Служил в 103-м пехотном Петрозаводском) и 104-м пехотном Устюжском полках; в 1900 году — капитан.
Издал «Боевой календарь-ежедневник Отечественной войны 1812 г.» (Труды Московского отдела Императорского Русского военно-исторического общества. — Том IV. Материалы по Отечественной войне. — М.: Печатня А. И. Снегиревой, 1913).
Ещё в 1910 году полковник Поликарпов вызвал неудовольствие официальных кругов, когда на основании архивных документов ниспроверг ряд легенд об Отечественной войне 1812 года. Командующий войсками Московского военного округа генерал от инфантерии Павел Адамович Плеве заявил: какой-то там полковник хочет «разрушить установившийся уже в течение чуть ли не ста лет общий взгляд на Отечественную войну 1812 года и на отдельные события этой войны как у русских военных историков, так и у иностранных писателей…». Поликарпов получил строгий выговор, но остался на прежней должности, а в декабре 1913 года был награждён орденом Св. Анны 2-й степени. В 1910 году он также подготовил «Справку о деле при Ялте 19 июля 1774 г.» (Журнал Императорского Русского военно-исторического общества. — 1910. — Кн. 1. — С. 72—74.).
Скончался в ноябре 1914 года.